# 加藤成之 (戦国武将)
加藤 成之（かとう なりゆき）は、戦国時代から安土桃山時代の武将。

## 生涯
当初は織田信長に仕えた。天正14年（1586年）かねてより縁のあった徳川家康に500石を与えられ、平岩親吉と共に奏者として仕える。天正18年（1590年）相模東郡に500石を与えられ、安藤直次の与力となる。慶長4年（1599年）上杉景勝の動向を探るために密かに会津へと下向し、その動向を家康へと報告した。慶長5年（1600年）関ヶ原の戦いでは前哨戦において使番として働き、本戦にも従軍。戦後は日岡の関所敷設に従事。慶長7年（1602年）近江長浜に500石を加増され、翌年にそこで死去した。